# Ordre du Mérite (Sénégal)
Pour les articles homonymes, voir Ordre du Mérite.
L'ordre du Mérite est l'un des deux ordres honorifiques nationaux du Sénégal. Il récompense les services distingués rendus à la Nation. Il a été instauré dans le but d’élargir le nombre de personnes honorées par l'ordre national du Lion du Sénégal. Le Grand Maître de l'ordre du Mérite est le Président de la République du Sénégal.

## Historique
L'ordre du Mérite national a été créé le 22 octobre 1960.

## Composition
L'ordre comporte 3 grades et 2 dignités :

### Grades
- Chevalier
- Officier
- Commandeur

### Dignités
- Grand croix
- Grand officier

## Récipiendaires
- Adama Diop, joueuse sénégalaise de basket-ball (chevalier)[3].
- Manuel Valls, Grand Croix, Premier ministre français[4].
- Claude Bartolone, Grand croix, président de l'Assemblée nationale en France (2013).
- Guillaume Soro, Grand croix, président de l'Assemblée nationale de Côte d'Ivoire (2013).
- Édouard Philippe, Grand Croix, Premier ministre français (2019)[5]
- Mahammed Boun Abdallah Dionne, Grand Croix, Premier ministre sénégalais (2015).
- Seydou Nourou Ba, commandeur, ambassadeur du Sénégal.
- Jocelyne Bérouard, officier, chanteuse du groupe français KASSAV' (1996).
- Jacob Desvarieux, officier, musicien du groupe français KASSAV' (1996).
- Mohamed Mbougar Sarr, écrivain, lauréat du prix Goncourt 2021 (chevalier, 2015).
- L'équipe du Sénégal de football à la Coupe d'Afrique des nations 2021.